# Chrysso caraca
Chrysso caraca là một loài nhện trong họ Theridiidae.
Loài này thuộc chi Chrysso. Chrysso caraca được Herbert Walter Levi miêu tả năm 1962.